# Gates, Oregon
Gates är en ort i Marion County i delstaten Oregon, USA.